# David Pearce (Philosoph)

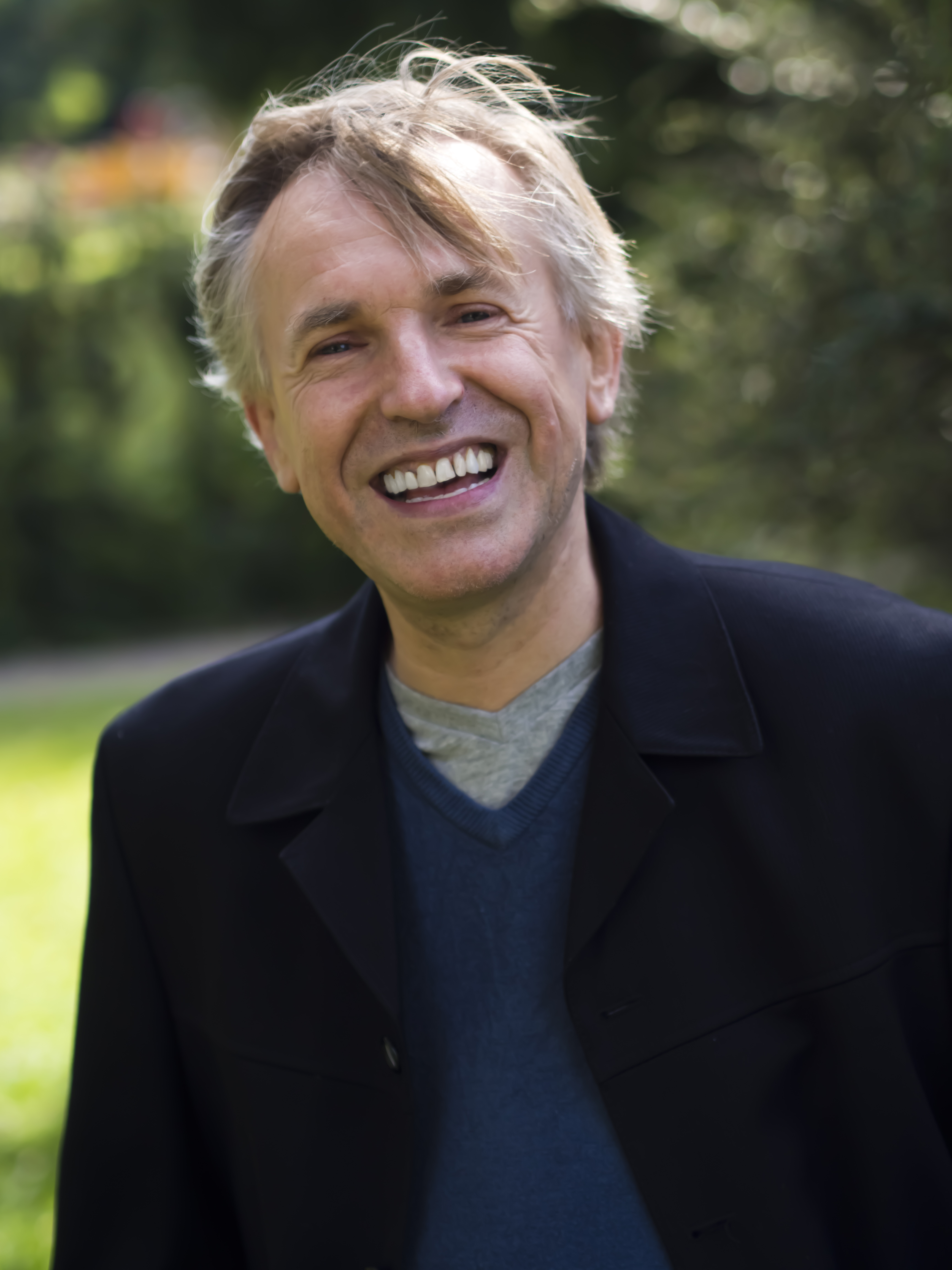
David Pearce (2013)

David Pearce (* 20. Jahrhundert in Brighton and Hove) ist ein britischer Philosoph, Mitbegründer der World Transhumanist Association (inzwischen umbenannt in Humanity+, Inc.), und eine Persönlichkeit innerhalb der Transhumanismus-Bewegung. Er betrachtet ethische Fragen aus der Perspektive des lexikalen negativen Utilitarismus.

## Themen
Pearce, wohnhaft in Brighton, England, betreibt eine Reihe von Websites zu transhumanistischen Themen und dem von ihm so bezeichneten „hedonistischen Imperativ“, einer moralischen Verpflichtung, auf die Abschaffung von Leid in allen empfindungsfähigen Lebewesen hinzuarbeiten. Sein selbstpubliziertes Online-Manifest The Hedonistic Imperative (Der hedonistische Imperativ, 1995) umreißt, wie Pharmakologie, Gentechnik, Nanotechnologie und Neurochirurgie zur Eliminierung aller Formen unangenehmen Erlebens in menschlichem und nicht-menschlichem Leben konvergieren könnten, sodass „Gefälle von [unterschiedlich starker] Glückseligkeit“ an Stelle von Leid träten. Pearce nennt dies „das abolitionistische Projekt“ („the abolitionist project“).

## Hedonistischer Transhumanismus
1995 gründete Pearce BLTC Research, ein Netzwerk von Websites, auf denen Texte über Transhumanismus und verwandte Themen aus den Bereichen der Pharmakologie und Biopsychiatrie veröffentlicht werden. Im selben Jahr veröffentlichte er Der hedonistische Imperativ, worin er dafür argumentiert, dass „unsere posthumanen Nachfahren […] das Genom der Wirbeltiere umschreiben, das globale Ökosystem neu entwerfen und Leid in der gesamten lebenden Welt abschaffen“ werden.
Pearces Ideen inspirierten eine abolitionistische Strömung innerhalb des Transhumanismus, die auch als „hedonistischer Transhumanismus“ bezeichnet wird, basierend auf seiner Idee des „paradise engineering“ („Paradies-Entwicklung“) und seinem Argument, dass es sich bei der Abschaffung von Leid, welche er „das abolitionistische Projekt“ nennt, um einen moralischen Imperativ handelt. Er verteidigt eine Version des negativen Utilitarismus.
Er umreißt, wie Medikamente und Technologien wie u. a. intrakraniale Selbstreizung („wireheading“), Designerdrogen und Gentechnik das Leid sämtlicher empfindungsfähiger Lebewesen beenden könnten. Auch mentales Leid wäre dann ein Relikt der Vergangenheit, analog dazu, wie die vormals mit chirurgischen Eingriffen stets einhergehenden körperlichen Schmerzen durch die Einführung der Anästhesie größtenteils beseitigt wurden. Die funktionale Rolle von Schmerzen würde dann von einem anderen Signal bereitgestellt werden, ohne die damit einhergehende negative Empfindung.
Als Veganer argumentiert Pearce, dass Menschen die Verantwortung zuteilwird, nicht nur Tierquälerei innerhalb der menschlichen Gesellschaft zu vermeiden, sondern das gesamte globale Ökosystem neu zu entwerfen, sodass auch in freier Wildbahn lebende Tiere nicht länger leiden. Er hat für ein „interspezifisches, globales Analog zum Wohlfahrtsstaat“ plädiert, und schlägt vor, dass die Menschheit eines Tages Prädatoren „umprogrammieren“ und damit ihr Jagdverhalten einschränken könnte, um so das Leid ihrer Beutetiere zu verhindern. Künstliche Regulierung der Fruchtbarkeit könnte dann die Populationen von Pflanzenfressern auf einem tragbaren Niveau stabilisieren, „eine zivilisiertere und mitfühlendere Richtlinienoption als Hunger, Beutemachen und Krankheit“. Die zunehmende Anzahl von Veganern und Vegetariern innerhalb der transhumanistischen Bewegung wird teilweise Pearces Einfluss zugeschrieben.

## Humanity+ und andere Tätigkeiten
1998 gründete Pearce zusammen mit Nick Bostrom die World Transhumanist Association, welche seit 2008 als Humanity+ bekannt ist. Pearce ist heute Mitglied des Beirats.
Pearce ist ferner Fellow am Institute for Ethics and Emerging Technologies, und im „futuristischen Beirat“ der Lifeboat Foundation. Bis 2013 war er im Redaktionsbeirat des kontroversen und nicht peer reviewten Journals Medical Hypotheses. Interviewt wurde er unter anderem von Vanity Fair (Deutschland) sowie in der BBC-Radio-4-Sendung The Moral Maze.

## Bücher
- The Hedonistic Imperative. 1995, OCLC 44325836 (hedweb.com).
- David Pearce: The Biointelligence Explosion: How Recursively Self-Improving Organic Robots will Modify their Own Source Code and Bootstrap Our Way to Full-Spectrum Superintelligence. In: Amnon H. Eden, James H. Moor, Johnny H. Søraker, Eric Steinhart (Hrsg.): Singularity Hypotheses: A Scientific and Philosophical Assessment. Springer, Heidelberg u. a. 2012, ISBN 978-3-642-32559-5, S. 199–239 (Zugang zu PDF in semantic.org oder Digitalisat in archive.org [abgerufen am 15. Februar 2021]).